# 元固镇
元固镇，是中华人民共和国河北省邯郸市肥乡区下辖的一个乡镇级行政单位。

## 行政区划
元固镇下辖以下地区：
前元固村、西元固村、东元固村、李庄村、袁庄村、胡庄村、西彭固村、东屯庄村、西屯庄村、索家寨村、三里堤村、郝庄村、杨庄村、裴王庄村、八里庄村、户部李庄村、东河头堡村、西河头堡村、东李堡村、平庄村、沙窝村、谢村、前油胡寨村、中油胡寨村、后油胡寨村、西贤店村和韩庄村。